# Bohas-Meyriat-Rignat
Bohas-Meyriat-Rignat – miejscowość i gmina we Francji, w regionie Owernia-Rodan-Alpy, w departamencie Ain.

## Demografia
Według danych na styczeń 2012 r. gminę zamieszkiwały 882 osoby, a gęstość zaludnienia wynosiła 37,5 osób/km².

Populacja Bohas-Meyriat-Rignat w latach 1962–2008